# Two Girls and a Guy
Two Girls and a Guy es una película estadounidense protagonizada por Heather Graham, Natasha Gregson Wagner y Robert Downey Jr.

## Sinopsis
Dos desconocidas esperan en su piso, del Soho de Nueva York, a sus novios a los que quieren sorprender después de un viaje a Los Ángeles. Pero mientras conversan descubren que esperan al mismo hombre, Blake Allen. 

## Ficha Artística
- Natasha Gregson Wagner - Louise 'Lou' Johnson
- Heather Graham - Carla Bennett
- Angel David - Tommy
- Frederique Van Der Wal - Carol
- Robert Downey Jr. - Blake Allen

- Datos: Q1304913